# 4 Armia (RFSRR)
4 Armia (ros. 4-я армия) – związek operacyjny Armii Czerwonej okresu wojny domowej w Rosji i wojny polsko-bolszewickiej.

## Formowanie i walki
Utworzona po raz pierwszy w czerwcu 1918 na Kaukazie. Walczyła na Froncie Wschodnim. W sierpniu 1919 1 i 4 Armia weszły w skład utworzonego wówczas Frontu Turkiestańskiego pod dowództwem Michaiła W. Frunzego pod Samarą, Kujbyszewem i Uralskiem. 20 kwietnia przemianowana na 2 Rewolucyjna Armię Robotniczą. 
W maju 1920 sformowano na bazie Grupy Północnej Jewgienija Siergiejewa ponownie 4 Armię. Weszła ona w skład Frontu  Zachodniego Tuchaczewskiego.
W czasie ofensywy lipcowej 1920 4 Armia otrzymała rozkaz skierowania głównego uderzenia na północ od jeziora Wielkie Jelno i wkroczenia 5 lipca w rejon Szarkowszczyzna-Łużki. Kawaleria miała być rzucona na lewy brzeg Dźwiny oraz w kierunku Swięcian. W bitwie nad Autą 4 – 6 lipca 1920 przełamała front polski, ale nie zdołała rozbić polskiej 1 Armii.
7 lipca 1920 4 Armia otrzymała rozkaz dotarcia 9 lipca w rejonie Twerecz-Goduciszki-Koma, a 10 lipca zająć rejon stacji Mołodeczno. Odniosła wiele sukcesów i doszła do dolnej Wisły. Na skutek opóźnionego odwrotu (polskie wojska zdobyły jej radiostację) nie zdołała wycofać się na wschód, poniosła ciężkie straty i gros sił wycofało się z frontu polsko-sowieckiego na teren Prus Wschodnich, gdzie została internowana. W końcu sierpnia 1920 z resztek Grupy Mozyrskiej i oddziałów ściągniętych z głębi Rosji sformowano trzecią 4 Armię pod dowództwem Aleksandra Szuwajewa. We wrześniu-październiku walczyła ona z Polakami na Białorusi i poniosła wiele porażek. W 1921 rozformowana.

## Dowódcy armii[1]
- Wasilij Kikwidze (marzec 1918);
- Jurij Sablin (marzec - kwiecień 1918);
- Aleksandr Rżewski (20 czerwca - 1 września 1918);
- Tichon Chwiesin (10 września — 5 listopada 1918);
- Aleksandr Bałtijski (5 listopada 1918 — 31 stycznia 1919);
- Michaił Frunze (31 stycznia − 4 maja 1919);
- Leontij Ugromow (4 — 8 maja 1919, cz.p.o.);
- Konstantin Awksientjewski (8 maja — 6 sierpnia 1919);
- Władimir Łazariewicz (6 sierpnia — 8 października 1919);
- Gaspar Woskanow (8 października 1919 – 23 kwietnia 1920);
- Jewgienij Siergiejew (18 czerwca – 28 lipca 1920);
- Władimir Mielikow (28 lipca — 6 sierpnia 1920, cz.p.o.);
- Aleksandr Szuwajew (6 sierpnia – 17 października 1920);
- Nikołaj Kakurin (17 października — 22 października 1920, cz.p.o.).

## Struktura organizacyjna
4 lipca 1920
- 12 Dywizja Strzelców
- 18 Dywizja Strzelców
- 48 Dywizja Strzelców
- 53 Dywizja Strzelców
- 164 Brygada Strzelców
- 3 Korpus Kawalerii
  - 10 Dywizja Kawalerii
  - 15 Dywizja Kawalerii

w sierpniu 1920
- 12 Dywizja Strzelców
- 53 Dywizja Strzelców
- 54 Dywizja Strzelców
- 81 Dywizja Strzelców
- 3 Korpus Kawalerii Gaja
- 143 i 164 Brygada Strzelców z 18 Dywizji Strzelców[2]